# Buraq Air
Buraq Air est une compagnie aérienne libyenne, fondée en 2001. Cette compagnie aérienne est inscrite sur la liste noire des compagnies aériennes de l'Union européenne.

## Histoire
Le mot « bouraq » est issu de l'arabe براق (burāq), qui signifie « éclair ». Le nom Buraq, orthographié Bouraq en français, évoque aussi le cheval qui transporta Mahomet pendant son voyage nocturne Isra et Miraj.

## Flotte

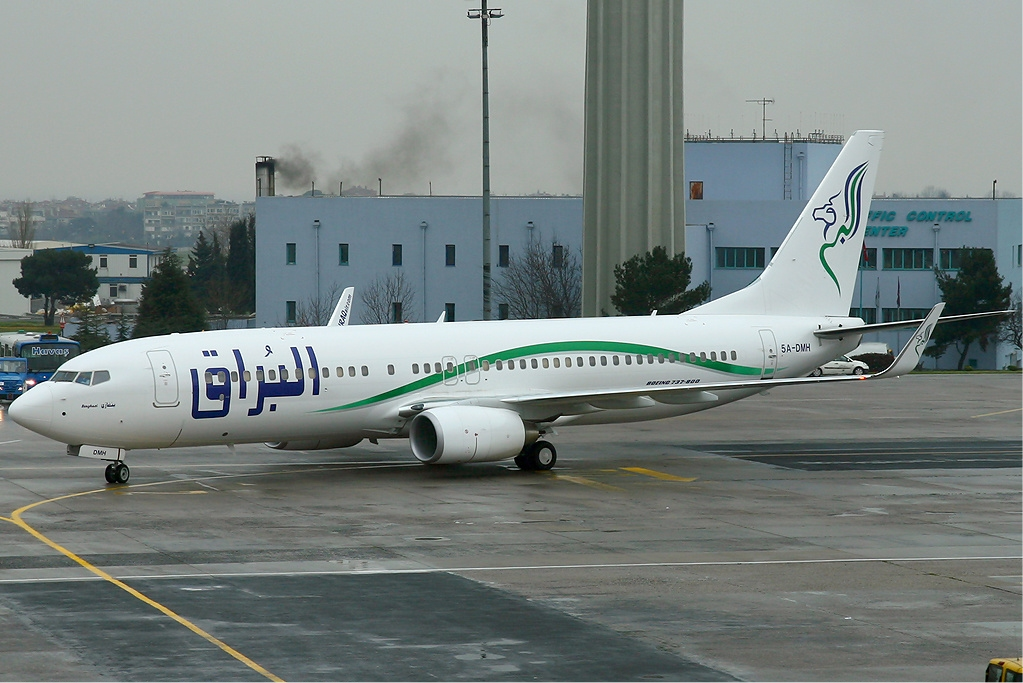
Boeing 737-800 de Buraq Air (mars 2007)

La flotte de cette compagnie consiste au 2 mars 2011 :
| Type                   | Number           | Seats | Routes | Notes |
| ---------------------- | ---------------- | ----- | ------ | ----- |
| Boeing 737-400         | 1                |       |        |       |
| Boeing 737-800         | 2 (+ 1 commandé) |       |        |       |
| Handley Page Jetstream | 1                |       |        |       |
| Let L-410 Turbolet     | 3                |       |        |       |
| Iliouchine Il-76 MD    | 1                |       |        |       |
| Iliouchine Il-76 TD    | 1                |       |        |       |